# Джениш (Джалал-Абадская область)
Джениш (кирг. Жеңиш) — село в Ноокенском районе Джалал-Абадской области Кыргызстана. Входит в состав Бюргендинского айылного аймака.

## География
Село расположено в южной части области, вблизи государственной границы с Узбекистаном, на расстоянии приблизительно 29 километров (по прямой) к западо-юго-западу от села Масы, административного центра района. Абсолютная высота — 668 метров над уровнем моря.

## Население
Согласно оценочным данным Национального статистического комитета Кыргызской Республики, численность населения села на начало 2023 года составляла 1392 человека.
| год     | 2009 | 2014 | 2015 | 2020 | 2021 | 2023 |
| ------- | ---- | ---- | ---- | ---- | ---- | ---- |
| человек | 1072 | 1293 | 1148 | 1263 | 1292 | 1392 |